# Flor da Serra do Sul
Flor da Serra do Sul is een gemeente in de Braziliaanse deelstaat Paraná. De gemeente telt 4.742 inwoners (schatting 2009).